# ناپدری (فیلم ۲۰۲۱)
ناپدری (به پرتغالی: Pai em Dobro) یک فیلم سینمایی کمدی-درام برزیلی به کارگردانی کریس د آماتو و با بازی مایسا سیلوا، ادواردو موسکوویس و مارسلو مدیچی که در سال ۲۰۲۱ منتشر شد.

## داستان
یک دختر نوجوان از لاک خود بیرون می‌آید تا در نبود مادرش به دنبال پدرش بگردد…

## انتشار فیلم
این فیلم در ۱۵ ژانویه ۲۰۲۱ توسط شبکه نتفلیکس به صورت دیجیتالی منتشر شد.